# Təklə Mirzəbaba
Təklə Mirzəbaba è un comune dell'Azerbaigian situato nel distretto di Qobustan. Conta una popolazione di 2 038 abitanti.